# John Noble
John Noble (Port Pirie, Dél-Ausztrália, 1948. augusztus 20. –) ausztrál színész és színházi rendező.
Legismertebb szerepeit a Gyűrűk Ura-trilógiában és A rejtély című thrillersorozatban nyújtotta, előbbiben Denethor, utóbbiban dr. Walter Bishop szerepében látható.

## Pályafutása
Első filmes szerepét 1988-ban kapta az Álomvilág című ausztrál misztikus thrillerben. Ezután az 1998–2004 között futó Szentek kórháza című sorozatban, visszatérő szereplőként dr. John Madsent alakította 32 epizódban.
Világszerte ismert és elismert filmszerepét A Gyűrűk ura-filmtrilógiában játszotta, melyben Gondor helytartóját, Denethort alakította a trilógia 2002-es második és 2003-as harmadik részében. A második részben csak a bővített változatban látható, a moziverzióban nem.
2006-ban az Egy éjszaka a királlyal című filmben játszott főszerepet. Feltűnt a 24 című amerikai  tévésorozatban is.
J. J. Abrams 2008–2013-ban sugárzott A rejtély című sikersorozatában szintén főszereplő volt. Dr. Walter Bishopot alakította, aki briliáns elméjű, de mentálisan instabil, őrült tudós. A sorozat kritikusai egyhangúlag kiemelték Noble magas szintű színészi játékát.
2015-től csatlakozott a CBS Sherlock és Watson című sorozatához, Sherlock apját, az illegalitás határán mozgó dúsgazdag üzletembert, Morland Holmest alakítva.

## Magánélete
Penny Noble házastársa, három gyermekük van: Samantha, Daniel és Jessica. Samantha Noble édesapja mintáját követve szintén színészi pályára lépett.

## Filmográfia

### Film
| Év   | Magyar cím                                 | Eredeti cím                                   | Szerep                   | Magyar hang      |
| ---- | ------------------------------------------ | --------------------------------------------- | ------------------------ | ---------------- |
| 1988 | Álomvilág                                  | The Dreaming                                  | Dr. Richards             |                  |
| 1989 |                                            | A Sting in the Tale                           | a miniszterelnök őre     |                  |
| 1990 |                                            | Call Me Mr. Brown                             | őrmester                 |                  |
| 1993 |                                            | The Nostradamus Kid                           | Booth tábornok           |                  |
| 2000 | A majom álarca                             | The Monkey's Mask                             | Mr. Norris               |                  |
| 2002 | A Gyűrűk Ura: A két torony                 | The Lord of the Rings: The Two Towers         | Denethor                 | Szakácsi Sándor  |
| 2003 | A Gyűrűk Ura: A király visszatér           | The Lord of the Rings: The Return of the King | Denethor                 | Szakácsi Sándor  |
| 2004 |                                            | Fracture                                      | Howard Peet              |                  |
| 2006 |                                            | Voodoo Lagoon                                 | Ben                      |                  |
| 2006 | Halálos hajsza                             | Running Scared                                | Ivan Yugorsky            | Cs. Németh Lajos |
| 2006 | Egy éjszaka a királlyal                    | One Night with the King                       | Admantha herceg          | Szersén Gyula    |
| 2010 | Az utolsó léghajlító                       | The Last Airbender                            | Sárkány-szellem (hangja) | Borbiczki Ferenc |
| 2010 | Felemelkedés                               | Risen                                         | Eddie Thomas             | Vass Gábor       |
| 2013 | Superman elszabadul                        | Superman: Unbound'                            | Brainiac (hangja)        | Vass Gábor       |
| 2014 | A futár                                    | The Mule                                      | Pat Shepherd             | Sörös Sándor     |
| 2021 | Démonok között 3. – Az ördög kényszerített | The Conjuring: The Devil Made Me Do It        | Kastner atya             | Fodor Tamás      |
| 2022 |                                            | Star Trek Parody. Pick Art & Numb Bear One    | Moon Sandman             |                  |
| 2024 |                                            | The Demon Disorder                            | George Reilly            |                  |

### Televízió
| Év        | Magyar cím                                 | Eredeti cím                                        | Szerep                 | Megjegyzések                           |
| --------- | ------------------------------------------ | -------------------------------------------------- | ---------------------- | -------------------------------------- |
| 1988      |                                            | Hills End                                          | Ben Fiddler            | tévéfilm                               |
| 1991      | Mentőosztag                                | Police Rescue                                      | őrmester               | 1 epizód                               |
| 1993      | Time Trax – Hajsza az időn át              | Time Trax                                          | Mr. Michaels           | 1 epizód magyar hangja: Kapácsy Miklós |
| 1997      |                                            | Big Sky                                            | Graham James           | 1 epizód                               |
| 1998      | Vízizsaruk                                 | Water Rats                                         | Dr. Harry              | 1 epizód                               |
| 1998–2004 | Szentek kórháza                            | All Saints                                         | Dr. John Madsen        | 32 epizód                              |
| 1999      | Légszomj                                   | Airtight                                           | Sorrentino             | tévéfilm                               |
| 2000      | Déltenger kincse                           | Tales of the South Seas                            | Christian Ambrose      | minisorozat (1 epizód)                 |
| 2000      | RémÁlomcsapda                              | Virtual Nightmare                                  | apa                    | tévéfilm                               |
| 2001      |                                            | The Bill                                           | Warren parancsnok      | 1 epizód                               |
| 2001      | Sir Arthur Conan Doyle: Az elveszett világ | Sir Arthur Conan Doyle's The Lost World            | Robert Anderson        | 1 epizód                               |
| 2001–2006 | Otthonunk                                  | Home and Away                                      | Dr. Helpman            | 9 epizód                               |
| 2002      | Pusztító tűzvihar                          | Superfire                                          | Paul Baylis            | tévéfilm magyar hangja: Vass Gábor     |
| 2002      |                                            | Stingers                                           | Michael Kranz          | 1 epizód                               |
| 2002      | Kirekesztve                                | The Outsider                                       | Fergus Hunter          | tévéfilm                               |
| 2002      | Oroszlánkölykök                            | Young Lions                                        | Adam Gallagher         | minisorozat (4 epizód)                 |
| 2004      | Natalie Wood rejtélyes élete               | The Mystery of Natalie Wood                        | Irving Pichel          | tévéfilm                               |
| 2006      | Csillagkapu                                | Stargate SG-1                                      | Meurik                 | 1 epizód                               |
| 2007      |                                            | Pirate Islands: The Lost Treasure of Fiji          | Blackheart             | főszereplő (13 epizód)                 |
| 2007      | 24                                         | 24                                                 | Anatoly Markov         | 3 epizód                               |
| 2007      | Az egység                                  | The Unit                                           | C. E. O.               | 1 epizód                               |
| 2007      | Journeyman – Az időugró                    | Journeyman                                         | Dunston                | 1 epizód                               |
| 2008–2013 | A rejtély                                  | Fringe                                             | Walter Bishop          | főszereplő (100 epizód)                |
| 2011      | Transformers: Prime                        | Transformers: Prime                                | Unikron (hangja)       | 3 epizód                               |
| 2011–2012 | Sötét anyag                                | Dark Matters: Twisted But True                     | önmaga                 | 16 epizód                              |
| 2013      | A férjem védelmében                        | The Good Wife                                      | Matthew Ashbaugh       | 2 epizód                               |
| 2013      |                                            | Transformers Prime Beast Hunters: Predacons Rising | Unicron (hangja)       | tévéfilm                               |
| 2013      | Miss Fisher rejtélyes esetei               | Miss Fisher's Murder Mysteries                     | Edward Stanley         | 1 epizód                               |
| 2013–2017 | Az Álmosvölgy legendája                    | Sleepy Hollow                                      | Henry Crane            | 25 epizód                              |
| 2017      | A titkok könyvtára                         | The Librarians                                     | Monsignor Vega         | 1 epizód                               |
| 2017–2018 | A holnap legendái                          | Legends of Tomorrow                                | Mallus                 | 7 epizód                               |
| 2017–2018 | Megmentés                                  | Salvation                                          | Nicholas Tanz          | 7 epizód                               |
| 2018      | Feketelista                                | The Blacklist                                      | Raleigh Sinclair III   | 2 epizód                               |
| 2019      | A Rezidens                                 | The Resident                                       | Elliot Festervan       | 1 epizód                               |
| 2015–2019 | Sherlock és Watson                         | Elementary                                         | Morland Holmes         | 15 epizód                              |
| 2020      | Vadászok                                   | Hunters                                            | Frederic Hauser        | 1 epizód                               |
| 2020      | A Fiúk                                     | The Boys                                           | Sam Butcher            | 1 epizód                               |
| 2021      |                                            | Debris                                             | Otto                   | 1 epizód                               |
| 2021      |                                            | Home Invasion                                      | Buck Murdock           | 6 epizód                               |
| 2021      | Cowboy Bebop - Csillagközi fejvadászok     | Cowboy Bebop                                       | Caliban                | 3 epizód                               |
| 2023      |                                            | Totally Completely Fine                            | Wilkinson              | 3 epizód                               |
| 2023      |                                            | Fired on Mars                                      | Falco (hangja)         | 1 epizód                               |
| 2021–2024 | Star Trek: Protostar                       | Star Trek: Prodigy                                 | Jósló (hangja)         | 28 epizód magyar hangja: Végh Péter    |
| 2024      | Az istenek alkonya                         | Twilight of the Gods                               | Odin / Mesélő (hangja) | 3 epizód                               |
| 2025      | Különválás                                 | Severance                                          | Cecil Fields           | 1 epizód                               |

### Videójátékok
| Év   | Cím                   | Szinkronszerep                |
| ---- | --------------------- | ----------------------------- |
| 2009 | The Saboteur          | Bishop                        |
| 2011 | L.A. Noire            | Leland Monroe                 |
| 2013 | Infinity Blade III    | The Worker of Secrets         |
| 2015 | Batman: Arkham Knight | Jonathan Crane / Madárijesztő |